# Sokker
Sokker je izravna nogometna menadžerska računalna igra pokrenuta u Poljskoj, a trenutačno obuhvaća 98 nacionalnih liga i više od 40 000 menadžera i njihovih klubova iz cijelog svijeta. Ona kombinira upravljanje klubom sa zabavom, zahvaljujući zajednici igrača iz cijelog svijeta stvorenoj oko igre. 

## Opis
Sokker je 2004. godine u Poljskoj. Nakon kratke registracije, korisnik dobiva klub. Skoro uvijek, novi igrači dobivaju kontrolu nad nečijim starim klubom, koji se nalazi pri dnu tablice i ima slabe igrače i trenera, mali stadion, klub navijača i mnoge druge stvari. Nakon toga, menadžer započinje upravljati svojim klubom, prodavati i kupovati igrače, definirati shemu treninga, i tako dalje. Ako je menadžer dovoljno uspješan, on/ona će biti nagrađen/a kvalifikacijom u višu ligu za sljedeću sezonu, koja traje četiri mjeseca (14 tjedana + 2 tjedna stanke). 
Postoji mnogo stvari koje korisnik može prilagoditi svojim zahtjevima, kao što je npr. preimenovanje stadiona, promjena vrste treninga ili zapošljavanje novog trenera. Ali, kao i u svakoj drugoj menadžerskoj igri, menadžer mora dati svojim igračima upute kako će i na kojoj poziciji igrati ako želi biti uspješan. 
Zajednica igrača i komunikacija je jedan od aspekata Sokkera. Skoro svi aktivni članovi zajednice su spremni pomoći novim menadžerima i puno je stvari koje se mogu naučiti od iskusnijih menadžera. 
Sokker je u stalnom razvoju. Kreatori igre dodaju nove mogućnosti u igru i poboljšavaju postojeće, često želje korisnika ugrađuju u igru. 
Sokker nudi, osim mogućnosti upravljanja svojim klubom, također ima i reprezentacije, dvije za svaku državu, mladu i A-reprezentaciju. Svake sezone se organizira Svjetsko prvenstvo, jedne sezone za U-21, a sljedeće za A-reprezentaciju, itd. 
Prva država koja je osvojila internacionalni trofej je Poljska. Klub osvajača internacionalnih trofeja za sada ima vrlo malo članova. To su: Poljska(7) i Italija(1).
Postoji mnogo pomoćnih programa koji su dostupni za pomoć i unapređivanje igranja. Od samog početka to je projekt koji vodi zajednica, a odanost igrača prema igri mnogo je značila u izrastanju projekta u ono što je danas.